# Света Харитина
Света мученица Харитина је ранохришћанска мученица и светитељка из 3. века. 

## Биографија
Живела је у време цара Диоклецијана у граду Понту. Врло рано је остала без родитеља. Усвојио ју је племић Клаудије који је васпитавао у хришћанском духу.
Када је цар Диоклецијан покренуо прогон хришћана, по његовом наређењу многи хришћани су мучени и убијани. Харитина, иако веома млада били је ухапшена. Пошто је одбила да се одрекне своје хришћанске вере и принесе дарове паганским идолима, тешко је мучена. Након тешких мука убијена је и бачена у море, 304. године.</ref> St. Charitina died a martyr’s death in the year 304.
Православна црква прославља свету Харитину 5. октобра по јулијанском календару.